# عجز جنسي
العجز الجنسي (بالإنجليزية: Sexual dysfunction) أو (بالإنجليزية: sexual malfunction) يشير إلى الصعوبة التي تواجه الشخص أو الأزواج خلال أي مرحلة من مراحل السلوك الجنسي، وتشمل الغريزة الجنسية، الإثارة الجنسية أو هزة الجماع. وفقاً لـ الدليل التشخيصي والإحصائي للاضطرابات النفسية (الطبعة الخامسة)، فإن العجز الجنسي هو أن يشعر أي شخص بالضيق الشديدة وتوتر في العلاقة بين الزوجين لمدة لا تقل عن ستة أشهر (باستثناء المادة أو الخلل الوظيفي الجنسي الناجم عن الأدوية). ويمكن أن يكون للخلل الجنسي أثر عميق على نوعية الحياة الجنسية التي ينظر إليها الفرد. وقد لا يشير مصطلح الاضطراب الجنسي إلى اختلال وظيفي جنسي بدني فحسب، بل قد يشير أيضاً إلى الحماوة الجنسية؛ بل إن هذا المصطلح يطلق عليه أحياناً اختلال التفضيل الجنسي.
إن التاريخ الجنسي الشامل وتقييم الصحة العامة وغيرها من المشاكل الجنسية)إن وجدت (هما من المسائل البالغة الاهمية. إن تقييم القلق بشأن الأداء والشعور بالذنب والتوتر والقلق هو جزء لا يتجزأ من الإدارة المثلى للاختلال الجنسي. العديد من أشكال الخلل الجنسي التي يتم تعريفها تقوم على دورة الاستجابة الجنسية البشرية، التي اقترحها ويليام إتش ماسترز وفيرجينيا إي جونسون، وعدلتها هيلين سينجر كابلان.

## التصنيفات
تُصنف اضطرابات الخلل الوظيفي الجنسي إلى أربع فئات: اضطرابات الرغبة الجنسية، واضطرابات الاستثارة الجنسية، واضطرابات هزة الجماع واضطرابات الألم. ويجري على وجه التحديد دراسة الخلل الجنسي بين الرجال والنساء في مجالي طب الذكورة وأمراض النساء.

### اضطرابات الرغبة الجنسية
المقالة الرئيسية: اضطراب الرغبة الجنسية قاصر النشاط
اضطرابات الرغبة الجنسية أو تناقص الغريزة الجنسية وتتميز نقص أو غياب بعض لفترة من الوقت من الرغبة الجنسية أو الغريزة الجنسية لممارسة النشاط الجنسي أو من التخيلات الجنسية. النطاقات حالة عامة من عدم وجود الرغبة الجنسية لعدم وجود الرغبة الجنسية للشريك الحالية. الشرط قد بدأت بعد فترة من الأداء الجنسي الطبيعي أو الشخص الذي قد يكون دائمًا ليس لديه / انخفاض الرغبة الجنسية.
الأسباب تختلف اختلافا كبيرا، ولكنها تشمل الانخفاض المحتمل في إنتاج الاستروجين الطبيعي في هرمون التستوستيرون في النساء أو الرجال والنساء معا. وهناك أسباب أخرى قد تكون الشيخوخة، والتعب، والحمل، والأدوية (مثل مثبطات استرداد السيروتونين الانتقائية) أو ظروف نفسية، مثل الاكتئاب والقلق. في حين أن عددا من أسباب انخفاض الرغبة الجنسية وغالبا ما يستشهد بها، إلا أن بعض هذه الأسباب كانت موضع بحث البحوث التجريبية فقط.

### اضطرابات الإثارة الجنسية
اضطرابات الاستثارة الجنسية والمعروف سابقا باسم البرود الجنسي عند النساء والعنة عند الرجال، على الرغم من هذه قد حل محله الآن مع شروط أقل انتقادا. العجز الجنسي كما هو معروف الآن عدم القدرة على الانتصاب، والبرود الجنسي قد تم استبدال عدد من المصطلحات التي تصف مشاكل محددة، على سبيل المثال، رغبة أو الشهوة. ويمكن تقسيمها إلى أربع فئات كما وصفها الدليل التشخيصي والإحصائي للاضطرابات العقلية الذي تصدره الرابطة الأمريكية للطب النفسي: عدم الرغبة وعدم الإثارة والألم أثناء الجماع والافتقار إلى هزة الجماع.
بالنسبة لكل من الرجال والنساء، وهذه الشروط يمكن أن تعبر عن نفسها بوصفها النفور، وتجنب الاتصال الجنسي مع شريك. ولدى الرجال، قد يكون هناك فشل جزئي أو كامل لتحقيق أو المحافظة على الانتصاب، أو عدم وجود الإثارة الجنسية والمتعة في النشاط الجنسي.
قد تكون هناك أسباب طبية لهذه الاضطرابات، مثل انخفاض تدفق الدم أو عدم تزييت المهبل. المرض المزمن يمكن أن يسهم أيضًا، فضلا عن طبيعة العلاقة بين الشركاء. على عكس الاضطرابات من النشوة، ونجاح عقار الفياجرا (سيلدينافيل سترات) يشهد معظم اضطرابات الانتصاب عند الرجال هي في المقام الأول الظروف المادية.
بالإضافة إلى ذلك، قد تسبب حالة متلازمة مرض ما بعد النشوة (POIs) الأعراض عند الإثارة، بما في ذلك عرض نوع الأدرينالية؛ التنفس السريع، المذل، العفسات، الصداع، الحشايا، الغثيان، العيون الحكة، الحمى، ألم العضلات والضعف والتعب.
منذ بداية الإثارة الزوجية، يمكن أن تستمر الأعراض لمدة تصل إلى أسبوع في المرضى.
المسببات المرضية لهذه الحالة غير معروفة، ومع ذلك يُعتقد أنها أمراض في الجهاز المناعي أو الجهاز العصبي اللاإرادي. يتم تعريفه كمرض نادر من قبل المعاهد الوطنية للصحة ولكن الانتشار غير معروف. لا يُعتقد أنها نفسية في طبيعتها، ولكنها قد تظهر كقلق يتعلق بالأنشطة الزوجية وبالتالي قد يتم تشخيصها بشكل غير صحيح على هذا النحو. لا يوجد علاج أو لا يوجد علاج معروف.

### ضعف الانتصاب
المقال الرئيسي: ضعف الانتصاب
ضعف الانتصاب أو العجز الجنسي هو خلل جنسي يتميز بعدم القدرة على تطوير أو الحفاظ على الانتصاب من القضيب. هناك العديد من الأسباب الكامنة، مثل تلف الأعصاب التي تمنع أو تؤخر الانتصاب، أو مرض السكري وكذلك أمراض القلب والأوعية الدموية، والتي تقلل ببساطة تدفق الدم إلى الأنسجة في القضيب، والتي يمكن عكسها طبياً.
قد تكون أسباب ضعف الانتصاب نفسية أو جسدية. غالبًا ما يمكن علاج ضعف الانتصاب النفسي بأي شيء يؤمن به المريض؛ هناك تأثير وهمي قوي جدا. الأضرار المادية أشد بكثير. أحد الأسباب الجسدية الرئيسية للضعف الجنسي هو الأضرار المستمرة أو الشديدة التي تصيب الجهاز العصبي. بالطبع هذه الأعصاب بجانب البروستاتا الناشئة عن الضفيرة المقدسة ويمكن أن تتلف في جراحات البروستات والقولون والمستقيم.
والأمراض هي أيضاً أسباب شائعة للخلل الجمعي؛ وخاصة في الرجال. أمراض مثل أمراض القلب والأوعية الدموية، وتصلب الأنسجة المضاعف، وفشل الكلى، وأمراض الأوعية الدموية، وإصابات الحبل الشوكي هي مصدر اختلال وظيفي الانتصاب.
وبسبب طبيعتها المحرجة والخزي الذي يشعر به أولئك الذين يعانون من المرض، كان الموضوع من المحظورات لفترة طويلة، وهو موضوع العديد من الأساطير الحضرية. لقد ظلت العلاجات الشعبية تدعو منذ فترة طويلة، حيث أعلن البعض على نطاق واسع منذ ثلاثينيات القرن العشرين. وقد أدى إدخال أول علاج فعال من الناحية الدوائية للعجز الجنسي، السيلدنافيل (الاسم التجاري الفياجرا)، في التسعينات إلى موجة من الاهتمام العام، مدفوعة جزئيا بجدارة أنباء القصص عنها والإعلانات الثقيلة.
وتشير التقديرات إلى أن نحو 30 مليون رجل في الولايات المتحدة ونحو 152 مليون رجل في مختلف أنحاء العالم يعانون من اختلال وظيفي انتصاب. بيد أن الوصمة الاجتماعية، وانخفاض مستوى التنور الصحي، والمحرمات الاجتماعية تؤدي إلى نقص الإبلاغ مما يجعل من الصعب تحديد معدل انتشار دقيق. المصطلح اللاتيني الجنون الجنون يصف عدم القدرة البسيطة على إدخال القضيب في المهبل. والآن حلت محلها مصطلحات أكثر دقة.

### سرعة القذف
المقال الرئيسي: سرعة القذف
القذف المبكر هو عندما يحدث القذف قبل أن يحقق الشريك رعشة الجماع، أو قد مرت فترة مرضية بشكل متبادل من الوقت خلال الجماع. لا يوجد طول صحيح من الوقت لكي تستمر الجماع، ولكن عموما، ويعتقد أن القذف المبكر يحدث عندما القذف يحدث في أقل من دقيقتين من وقت إدخال القضيب. للتشخيص، يجب أن يكون للمريض تاريخ مزمن من القذف المبكر، والسيطرة القذف السيئ، والمشكلة يجب أن تسبب مشاعر عدم الرضا فضلا عن استغاثة المريض، أو الشريك أو كليهما. وتاريخياً، وبسبب الأسباب النفسية، تشير النظريات
الجديدة إلى أن القذف المبكر قد يكون له سبب عصبي بيولوجي أساسي قد يؤدي إلى القذف السريع.

### اضطرابات هزة الجماع
المقال الرئيسي: اضطرابات النشوة الجنسية
التي تمثل تأخيرات مستمرة أو غياب العربدة بعد مرحلة الإثارة الجنسية الطبيعية في 75 ٪ على الأقل من المواجهات الجنسية. قد يكون للاضطراب أصوله الجسدية أو النفسية أو الدوائية. إن مضادات الاكتئاب التي تؤدي إلى إعادة امتصاص السيروتونين الانتقائية تشكل الجاني الصيدلاني الشائع، حيث أنها قد تؤخر الإصابة بالأسمدة أو تقضي عليها تماماً. ومن الجاني الفسيولوجي الشائع من مثبطات استرداد السيروتونين الانتقائية، حيث يبلغ واحد من كل ثلاث نساء عن وجود مشاكل في الحصول على عربدة أثناء التحفيز الجنسي في أعقاب الإياس.
وعلاوة على ذلك هناك ما يسمى اضطرابات ما بعد الاحتقان، والتي من شأنها تصنيف الحالة بشكل أفضل: متلازمة ما بعد الاحتقان (انظر قسم اضطرابات ما بعد الاحتقان).

### اضطرابات الآلام الجنسية
تؤثر اضطرابات الألم الجنسي على النساء بشكل حصري تقريبًا وتعرف أيضًا باسم عسر الجماع (الجماع المؤلم) أو التشنج المهبلي (تشنج غير عضلي لعضلات جدار المهبل الذي يتداخل مع الجماع).
قد يحدث خلل التنسج بسبب عدم كفاية التشحيم (جفاف المهبل) عند النساء. قد ينجم ضعف التشحيم عن الإثارة والتحفيز غير الكافيين، أو عن التغيرات الهرمونية الناجمة عن انقطاع الطمث أو الحمل أو الرضاعة الطبيعية. يمكن أن يسبب تهيج كريمات منع الحمل والرغاوي أيضًا جفافًا، كما يمكن أن يسبب الخوف والقلق بشأن الجنس.
ليس من الواضح بالضبط ما الذي يسبب التشنج المهبلي، لكن يُعتقد أن الصدمة الجنسية السابقة (مثل الاغتصاب أو الاعتداء) قد تلعب دورًا. ويسمى اضطراب آلام جنسي آخر للإناث: التهاب الفرج الدهليزي أو الدهليزي الفرجي. في هذه الحالة، تعاني المرأة من ألم حارق أثناء ممارسة الجنس، ويبدو أنه مرتبط بمشاكل الجلد في المناطق الفرجية والمهبلية. السبب غير معروف.

### أمراض ما بعد النشوة
تسبب أمراض ما بعد النشوة أعراضًا بعد فترة قصيرة من النشوة الجنسية أو القذف. تريكس بعد الجماع (PCT) هو شعور بالكآبة والقلق بعد الجماع الجنسي الذي يستمر لمدة تصل إلى ساعتين. يحدث الصداع الجنسي في الجمجمة والرقبة أثناء ممارسة النشاط الجنسي، بما في ذلك الاستمناء أو الإثارة أو النشوة الجنسية.
في الرجال، تسبب متلازمة مرض ما بعد التشنج الألم الشديد في جميع أنحاء الجسم وأعراض أخرى مباشرة بعد القذف. تستمر الأعراض لمدة تصل إلى أسبوع. يتكهن بعض الأطباء أن تواتر أمراض ما بعد النشوة «في عدد السكان قد يكون أكبر من الذي تم الإبلاغ عنه في الأدبيات الأكاديمية»، وأن العديد من الذين يعانون من POIS لم يتم تشخيصهم.
قد تظهر أعراض ما بعد النشوة كتقديم من نوع الأدرينالية. تنفس سريع، تنميل، خفقان، صداع، حبسة، غثيان، حكة في العيون، حمى، ألم عضلي وضعف وتعب.
من بداية النشوة الجنسية، يمكن أن تستمر الأعراض لمدة تصل إلى أسبوع في المرضى.
المسببات المرضية لهذه الحالة غير معروفة، ومع ذلك يُعتقد أنها أمراض في الجهاز المناعي أو الجهاز العصبي اللاإرادي. يتم تعريفه كمرض نادر من قبل المعاهد الوطنية للصحة ولكن الانتشار غير معروف. لا يُعتقد أنها ذات طبيعة نفسية، ولكنها قد تظهر كقلق يتعلق بالأنشطة الزوجية وبالتالي قد يتم تشخيصها على أنها غير صحيحة. لا يوجد علاج أو علاج معروف.
متلازمة الدات هي حالة أخرى تحدث عند الرجال. إنها متلازمة مرتبطة بالثقافة وتسبب مزاجًا قلقًا واضطرابًا بعد ممارسة الجنس، ولكنها تختلف عن مشاكل الحالة المزاجية والتركيز المنخفضة (فقدان القدرة على الكلام الحاد) التي تظهر في متلازمة مرض ما بعد التشنج.

### ضعف قاع الحوض
المقال الرئيسي: ضعف قاع الحوض
يمكن أن يكون ضعف قاع الحوض سببًا أساسيًا لضعف الجنسي لدى كل من النساء والرجال، ويمكن علاجه عن طريق العلاج الطبيعي.

### اضطرابات جنسية غير شائعة لدى الرجال
عادة لا ينظر إلى خلل الانتصاب الناتج عن الأمراض الوعائية إلا بين الأفراد المسنين الذين يعانون من تصلب الشرايين. الأمراض الوعائية شائعة في الأفراد الذين يعانون من مرض السكري، وأمراض الأوعية الدموية الطرفية، وارتفاع ضغط الدم، وأولئك الذين يدخنون. في أي وقت تدفق الدم إلى القضيب يضعف، واختلال الانتصاب هو النتيجة النهائية.
نقص هرمون هو سبب نادر نسبيا من ضعف الانتصاب. في الأفراد الذين يعانون من فشل الخصية مثل متلازمة كلاينفلتر، أو أولئك الذين خضعوا للعلاج الإشعاعي، أو العلاج الكيميائي أو تعرض الأطفال لفيروس النكاف، قد تفشل الخصيتين ولا تنتج التستوستيرون. الأسباب الهرمونية الأخرى لفشل الانتصاب تشمل أورام المخ، فرط نشاط الغدة الدرقية، قصور الغدة الدرقية أو اضطرابات الغدة الكظرية.
تشوهات هيكلية في القضيب مثل مرض بيروني يمكن أن تجعل الاتصال الجنسي صعبا. يتميز المرض بأحزمة ليفية سميكة في القضيب مما يؤدي إلى تشوه شكل القضيب. والعقاقير أيضاً تشكل سبباً لاختلال وظيفيّ الانتصاب. يمكن للأفراد الذين يأخذون المخدرات لخفض ضغط الدم أو يستخدمون مضادات الذهان ومضادات الاكتئاب والمكنات والمخدرات والأحماض والكحول أن يكون لديهم مشاكل مع الوظيفة الجنسية وفقدان الرغبة الجنسية.
إن الكبرياء عبارة عن نصب مؤلم يحدث لعدة ساعات ويحدث في غياب التحفيز الجنسي. هذا الشرط يتطور عندما يلحصر الدم في القضيب ولا يمكن أن يستنزف. إذا لم تتم معالجة الحالة على الفور، فقد يؤدي ذلك إلى حدوث أوشحة حادة وفقدان دائم لوظيفة الانصبات. ويحدث هذا الاضطراب في الشباب والأطفال. فالأفراد المصابين بمرض أنيميا الخلايا المنجلية وأولئك الذين يسيئون استعمال أدوية معينة يمكنهم في كثير من الأحيان تطوير هذا الاضطراب.

### بشكل عام
الخلل الجنسي هي أكثر شيوعا في السنوات الكبار في وقت مبكر، مع غالبية الناس يلتمسون الرعاية لمثل هذه الظروف خلال أواخر العشرينات من خلال الثلاثينات. حدوث زيادات أخرى في عدد السكان المسنين، وعادة مع بداية التدريجي من الأعراض التي تترافق عادة مع معظم أسباب طبية من العجز الجنسي.
العجز الجنسي هو أكثر شيوعا في الاشخاص الذين يتعاطون الكحول والمخدرات. ومن المرجح أيضا بشكل أكبر في الأشخاص الذين يعانون من مرض السكري والاضطرابات العصبية التنكسية. الجارية من مشاكل نفسية، وصعوبة الحفاظ على علاقات أو التنافر المزمن مع الشريك الجنسي الحالي كما يمكن أن تتداخل مع الوظيفة الجنسية.

## الأسباب
هناك العديد من العوامل التي قد تؤدي إلى شخص يعاني من اختلال وظيفي جنسي. وقد تنتج هذه الأسباب عن أسباب عاطفية أو بدنية. وتشمل العوامل العاطفية المشاكل الشخصية أو النفسية، التي يمكن أن تكون نتيجة للاكتئاب، والمخاوف الجنسية أو الذنب، والصدمة الجنسية في الماضي، والاضطرابات الجنسية، بين أمور أخرى.
والاختلال الوظيفي الجنسي شائع بصفة خاصة بين الاشخاص الذين يعانون من اضطرابات القلق. ومن الواضح أن القلق العادي من الممكن أن يتسبب في اختلال وظيفي الانتصاب بين الرجال الذين لا يعانون من مشاكل نفسية، ولكن الاضطرابات التي يمكن تشخيصها سريرياً مثل خلل الهلع تتسبب عادة في تجنب الجماع والقذف المبكر. والألم أثناء الجماع هو في كثير من الأحيان حمضية اضطرابات القلق بين النساء.
وتشمل العوامل الفيزيائية التي يمكن أن تؤدي إلى خلل التنسج الجنسي استخدام العقاقير، مثل الكحول والنيكوتين والمخدرات والمنشطات ومضادات فرط التينينات ومضادات الهيستامين وبعض العقاقير ذات العلاج النفسي. بالنسبة للنساء، يمكن أن يكون لأي تغيير فسيولوجي يؤثر على الجهاز التناسلي - متلازمة ما قبل الحيض والحمل وفترة ما بعد الولادة، الإياس - تأثير سلبي على الرغبة الجنسية. إصابات إلى الظهر يمكن أيضا صدمة نشاط جنسيّة، بما أنّ يستطيع مشاكل مع يكبّر موثة حشوة، مشاكل مع دم إمداد تموين، أو عصب إتلاف (بما أنّ في اختلال وظيفيّ جنسيّة بعد عمود فقريّ إصابات). أمراض مثل الاعتلال العصبي السكري، وتصلب الأنسجة المتعددة، والأورام، ونادرا ما يؤثر مرض الزهري الثالث أيضا على النشاط، كما يمكن أن يؤثر على فشل مختلف أجهزة الأعضاء (مثل القلب والرئتين)، واضطرابات الغدد الصماء (الغدة الدرقية، أو الغدة النخامية، أو مشاكل الغدة الكظرية)، وأوجه القصور الهرمونية (التستوستيرون المنخفض، الأندروجين، أو الاستروجين) وبعض العيوب الخلقية. ضعف الحوض الكلمة هو أيضا السبب المادي والأساسي للعديد من الاختلالات الجنسية.
وفي سياق العلاقات الجنسية بين الجنسين، فإن أحد الأسباب الرئيسية لانخفاض النشاط الجنسي بين هؤلاء الأزواج هو الشريك الذكر الذي يعاني من اختلال وظيفي الانتصاب. وهذا يمكن أن يكون محزنا للغاية بالنسبة للشريك الذكر، مما يسبب صورة سيئة للجسم، ويمكن أن يكون أيضا مصدرا رئيسيا لانخفاض الرغبة لدى هؤلاء الرجال. وفي النساء المسنات، من الطبيعي أن تتقلص المهبل وتصبح مظللة. إذا لم تشارك المرأة في النشاط الجنسي بانتظام (خاصة الأنشطة التي تنطوي على اختراق المهبل) مع شريكها، وإذا قررت المشاركة في الاتصال الجنسي، فإنها لن تتمكن على الفور من استيعاب القضيب دون المخاطرة بالألم أو الإصابة. وقد يتحول هذا إلى حلقة مفرغة تؤدي غالباً إلى اختلال وظيفي جنسي بين الإناث.
وفقًا لإميلي وينتزيل، فإن الثقافة الأمريكية لديها مشاعر مناهضة للشيخوخة التي تسببت في العجز الجنسي لتصبح «مرضًا يحتاج إلى علاج» بدلاً من النظر إليه باعتباره الجزء الطبيعي لعملية الشيخوخة. ليست كل الثقافات تسعى للعلاج ؛ على سبيل المثال، غالبًا ما يقبل سكان من الرجال الذين يعيشون في المكسيك ضعف الانتصاب كجزء طبيعي من نضجهم الجنسي.

### العجز الجنسي للإناث
لقد نظرت العديد من النظريات إلى الخلل الوظيفي الجنسي لدى الإناث، من المنظور الطبي إلى المنظور النفسي. تتضمن ثلاث نظريات اجتماعية نفسية: نظرية الإدراك الذاتي، وفرضية التبرير المفرط، وفرضية التبرير غير الكافية:
- نظرية الإدراك الذاتي: يقوم الأشخاص بتوزيعات حول مواقفهم ومشاعرهم وسلوكياتهم من خلال الاعتماد على ملاحظاتهم للسلوكيات الخارجية والظروف التي تحدث فيها هذه السلوكيات.
- فرضية التبرير الزائد: عند إعطاء مكافأة خارجية لشخص ما مقابل أداء نشاط مجزي جوهريًا، فإن المصلحة الأساسية للشخص ستنخفض.
- التبرير غير الكافي: استنادًا إلى نظرية التنافر المعرفي الكلاسيكية (التناقض بين إدراكين أو بين الإدراك والسلوك سيؤدي إلى عدم الارتياح)، تنص هذه النظرية على أن الناس سيغيرون أحد الإدراك أو السلوكيات لاستعادة الاتساق وتقليل الضيق.

لا ينبغي التقليل من أهمية كيفية إدراك المرأة لسلوكها. العديد من النساء ينظرن إلى الجنس على أنه عمل روتيني بدلاً من تجربة ممتعة، ويميلون إلى اعتبار أنفسهم غير ملائمين جنسياً، وهذا بدوره لا يحفزهم على ممارسة النشاط الجنسي. وهناك عدة عوامل تؤثر على تصور المرأة لحياتها الجنسية. ويمكن أن تشمل هذه المجالات: العرق، وجنسها، والإثنية، والخلفية التعليمية، والوضع الاجتماعي الاقتصادي، والتوجه الجنسي، والموارد المالية، والثقافة، والدين. وهناك أيضاً اختلافات ثقافية في الكيفية التي تنظر بها النساء إلى الإياس وتأثيره على الصحة، والصورة الذاتية، والحياة الجنسية. فقد توصلت دراسة إلى أن النساء الأميركيات من أصل أفريقي هن الأكثر تفاؤلاً بشأن الحياة في سن اليأس؛ والنساء القوقاقيات هن الأكثر قلقاً، والنساء الآسيويات هن الأكثر حرصاً على منع ظهور الأعراض لهن، والنساء من أصول أسبانية هن الأكثر رقياً.
وقد تعرض نحو ثلث النساء للاختلال الجنسي، مما قد يؤدي إلى فقدان ثقة المرأة في حياتها الجنسية. وبما أن هؤلاء النساء يعانين من مشاكل جنسية، فإن حياتهن الجنسية مع شركائهن أصبحت عبئا لا يمتعهن به، وفي نهاية المطاف، قد يفقدن تماما الاهتمام بالنشاط الجنسي. ووجدت بعض النساء صعوبة في إثارة هذا الأمر ذهنيا؛ غير أن البعض يعاني من مشاكل بدنية. وهناك عدة عوامل يمكن أن تؤثر على اختلال وظائف المرأة، مثل الحالات التي لا تثق فيها المرأة بشريكها في الجنس. فالبيئة التي يحدث فيها الجنس هي بيئة حاسمة، حيث أن وجود المرأة في مكان عام للغاية أو خاص للغاية قد يجعل بعض النساء يشعرون بعدم الارتياح. كما أن عدم القدرة على التركيز على النشاط الجنسي بسبب سوء المزاج أو الاعباء عن العمل قد يؤدي إلى اختلال وظيفي جنسي للمرأة. وتشمل العوامل الأخرى عدم الارتياح البدني أو صعوبة تحقيق الإثارة الزوجية، وهو ما يمكن أن يكون بسبب الشيخوخة أو التغيرات في حالة الجسم.

### سن اليأس
ونظام الاستجابة الجنسية للإناث معقد بل وحتى اليوم، ولا يفهم تماما. وأكثر أشكال الخلل الجنسي الأنثوي انتشارا والتي ارتبطت بالإيأس تشمل انعدام الرغبة والحب الجنسي؛ وهي ترتبط في الغالب بعلم وظائف الأعضاء الهرمونية. وعلى وجه التحديد، فإن الانخفاض في عدد الاستروجين في المصل هو الذي يسبب هذه التغيرات في الأداء الجنسي. قد يلعب نضوب المنشطة أيضا دور، غير أنّ حاليّا هذا يكون أقلّ واضحة. وقد اقترحت التغيرات الهرمونية التي تحدث خلال مرحلة الانتقال في سن اليأس للتأثير على استجابة المرأة الجنسية من خلال عدة آليات، بعضها أكثر حسما من غيرها.

### الشيخوخة في النساء
أما ما إذا كانت الشيخوخة تؤثر مباشرة على عمل المرأة الجنسي أثناء الإياس أم لا، فهي مجال آخر من مجالات الجدل. بيد أن دراسات عديدة، بما في ذلك مراجعة هايز ودينرشتاين النقدية، أظهرت أن الشيخوخة لها تأثير قوي على الوظيفة الجنسية والاختلال الوظيفي في المرأة، ولا سيما في مجالات الرغبة، والاهتمام الجنسي، وتواتر الانغماس. بالإضافة إلى ذلك، وجد Dennerstien وزملاؤه أن المتنبئ الرئيسي للاستجابة الجنسية في جميع مراحل انقطاع الطمث هو الأداء الجنسي السابق. هذا يعني أنه من المهم أن نفهم كيف يمكن للتغيرات الفسيولوجية في الرجال والنساء أن تؤثر على رغبتهم الجنسية. على الرغم من التأثير سلبيّة ظاهريّة أنّ سنّ يأس يستطيع يتلقّى على جنس وعمل جنسيّة، ثقة جنسيّة ورفاهية يستطيع حسنت مع عمر وحالة مرتبط بسنّ اليأس. وعلاوة على ذلك، فإن الأثر الذي يمكن أن يحدثه وضع العلاقة على نوعية الحياة كثيرًا ما يستهان به.
تستوسترون، مع مستقلباته ديهيدروسترون، جدّا مهمّة إلى عمل عاديّة جنسيّة في رجال ونساء. هرمون تستوستيرون هو الأكثر انتشارا هرمون الاندروجين في كل من الرجال والنساء. تستوسترون مستويات في نساء في عمر 60، في معدل، حوالي نصف من ماذا هم كانوا قبل النساء كان 40. على الرغم من أن هذا الانخفاض تدريجيا بالنسبة لمعظم النساء، الذين خضعوا لعملية استئصال الرحم الثنائية تجربة انخفاض مفاجئ في مستويات التستوستيرون، وذلك لأن المبيض تنتج 40 ٪ من الجسم المتداولة تستوسترون.
ترتبط الرغبة الجنسية بثلاثة عناصر منفصلة: الدافع والمعتقدات والقيم والتحفيز. وبشكل خاص في النساء في مرحلة ما بعد انقطاع الطمث (الإياس)، تتلاشى القيادة ولا تعد الخطوة الأولى في الاستجابة الجنسية للمرأة (إن كانت كذلك في أي وقت مضى).

## الأعراض

### قائمة الاضطرابات

#### الدليل التشخيصي والإحصائي للاضطرابات العقلية
أما الطبعة الرابعة من الدليل التشخيصي والإحصائي للاضطرابات العقلية فتسرد الاختلالات الجنسية التالية:
- اضطراب الرغبة الجنسية نقص النشاط (انظر أيضا لاجنسية، التي لا تصنف باعتبارها اضطراب).
- اضطراب النفور الجنسي (تجنب أو عدم الرغبة في الاتصال الجنسي).
- اضطراب الزوج الجنسي الإناث (فشل رد الفعل العادي لتشحيم الزوج).
- اضطرابات الانجبات الذكري. -اضطراب الاحتقان الأنثمي (انظر عدم انتظام النبض).
- اضطراب الاحتقان الذكوري (انظر عدم انتظام النبض). القذف المبكر.
- عسر الجماع.
- التشنج المهبلي.

وتشمل الاضطرابات الجنسية الإضافية التي لا تشكل اختلالات جنسية:
- شذوذ جنسي.
- اضطرابات ما بعد الصدمة بسبب تشويه الأعضاء التناسلية أو الاعتداء الجنسي على الأطفال.

#### مشاكل جنسية أخرى
- عدم الرضا الجنسي (غير محدد)
- عدم وجود الرغبة الجنسية
- ضعف جنسى
- الأمراض المنقولة جنسيا
- تأخير أو عدم وجود القذف، على الرغم من التحفيز الكافي
- عدم القدرة على التحكم في توقيت القذف
- عدم القدرة على استرخاء العضلات المهبلية بما يكفي للسماح بالجماع
- عدم كفاية التشحيم المهبلي السابق وأثناء الجماع
- حرق الألم على الفرج أو في المهبل مع ملامسة تلك المناطق
- التعاسة أو الارتباك المتعلقة بالتوجه الجنسي
- قد يتعرض الأشخاص المتحولون جنسياً والمتحولون جنسياً إلى مشاكل جنسية قبل الجراحة أو بعدها.
- متلازمة الإثارة الجنسية المستمرة
- الإدمان الجنسي
- النشاط الجنسي المفرط
- جميع أشكال قطع الأعضاء التناسلية للإناث
- أمراض ما بعد النشوة الجنسية، مثل متلازمة دات، والتريكس بعد الجماع (PCT)، ومتلازمة مرض ما بعد النشوة الجنسية (POIS)، والصداع الجنسي.

## العلاج

### الذكور
قبل عدة عقود كان المجتمع الطبي يعتقد أن أغلب حالات الخلل الوظيفي الجنسي كانت مرتبطة بقضايا نفسية. وعلى الرغم من أن هذا قد يكون صحيحا بالنسبة لجزء من الرجال، فإن الغالبية العظمى من الحالات قد حددت الآن بأنها لها سبب مادي أو علاقة متبادلة. وإذا اعتُبِر الخلل الوظيفي الجنسي مكوناً نفسياً أو سبباً، فإن العلاج النفسي قد يساعد في هذا. وينشأ القلق من الوضع من حادث سيئ سابق أو نقص الخبرة. وكثيراً ما يؤدي هذا القلق إلى نشوء الخوف من النشاط الجنسي والتهرب. في المقابل يؤدي التهرب إلى دورة من القلق الزائد وتقليل حساسية. في بعض الحالات، قد يكون اختلال وظيفيّ الانتصاب بسبب التناغم الزوجي. يوصى بعقد جلسات استشارية بشأن الزواج في هذا الوضع.
نمط الحياة التغييرات مثل الإقلاع عن التدخين، وتعاطي المخدرات أو الكحول يمكن أيضا أن تساعد في بعض أنواع اختلال وظيفيّ الانتصاب.العديد من الأدوية الفموية مثل الفياجرا، السياليس وليفيترا أصبحت متاحة لمساعدة الناس مع اختلال وظيفيّ الانتصاب وأصبحت أول علاج. وتوفر هذه الأدوية حلاً سهلاً وآمناً وفعّالاً لعلاج ما يقرب من 60% من الرجال. وفي بقية الحالات، قد لا تعمل الأدوية بسبب التشخيص الخاطئ أو التاريخ المزمن.
وهناك نوع آخر من الأدوية الفعالة في حوالي 85 ٪ من الرجال يسمى العلاج الدوائي داخل القبر ويشمل حقن عقار للأوعية مباشرة في القضيب من أجل تحفيز عملية الانتصاب. وقد زادت هذه الطريقة من مخاطر البدائية إذا استخدمت جنبا إلى جنب مع علاجات أخرى، والألم المحلي.
عندما تفشل العلاجات المحافظة، أو تكون خيار العلاج غير مرض، أو يحظر استخدامها، يمكن للمريض اختيار إدخال الأطراف الصناعية البنسلة، أو زراعة البنسل. وقد جعل التقدم التكنولوجي إدخال الأطراف الاصطناعية البِنْسَل خياراً آمناً لمعالجة اختلال وظيفي الانتصاب الذي يوفر أعلى معدلات رضا المريض والشريك لجميع خيارات العلاج منخفض التشتيت المتاحة. الحوض الكلمة قد ثبت معالجة طبيعيّة يتلقّى يكون أن يكون معالجة صحيحة لرجال مع مشاكل جنسيّة وآلام حوضيّة.

### الإناث
في عام 2015، تمت الموافقة على flibanserin في الولايات المتحدة لعلاج انخفاض الرغبة الجنسية لدى النساء. على الرغم من أنها فعالة بالنسبة لبعض النساء، إلا أنها تعرضت لانتقادات بسبب فعاليتها المحدودة والعديد من التحذيرات وموانع الاستخدام التي تحد من استخدامها. غالبًا ما توصف النساء المصابات بألم مع الجماع مسكنات للألم أو عوامل مزيلة للتحسس. البعض الآخر يمكن وصفها مواد التشحيم المهبلية. تتم إحالة العديد من النساء المصابات بعجز جنسي إلى مستشار أو معالج جنس.

#### سن اليأس
هرمون الاستروجين هي المسؤولة عن الحفاظ على الكولاجين والألياف المرنة، والأوعية الدموية للجهاز البولي التناسلي، وكلها مهمة في الحفاظ على بنية المهبل والسلامة الوظيفية؛ كما أنها مهمة للحفاظ على درجة الحموضة المهبلية ومستويات الرطوبة، وكلاهما يساعد في الحفاظ على الأنسجة مشحم ومحمية. يؤدي نقص الاستروجين لفترة طويلة إلى ضمور، تليف، وانخفاض تدفق الدم إلى الجهاز البولي التناسلي، وهو ما يسبب أعراض انقطاع الطمث مثل جفاف المهبل والألم المرتبط بالنشاط الجنسي و/ أو الجماع. لقد ثبت باستمرار أن النساء ذوات الأداء الجنسي المنخفض لديهن مستويات استراديول أقل.
علاج الأندروجين لاضطراب الرغبة الجنسية الناقص النشاط (HSDD) له فائدة صغيرة ولكن سلامته غير معروفة. لم تتم الموافقة عليه كعلاج في الولايات المتحدة. إذا تم استخدامه، فهو أكثر شيوعًا بين النساء اللاتي خضعن لعملية استئصال الفم أو في حالة ما بعد انقطاع الطمث. ومع ذلك، مثل معظم العلاجات، هذا مثير للجدل أيضًا. وجدت إحدى الدراسات أنه بعد تجربة استمرت 24 أسبوعًا، كانت لدى النساء اللائي يتناولن الأندروجينات درجات أعلى من الرغبة الجنسية مقارنةً بالمجموعة الثانية. كما هو الحال مع جميع الأدوية الدوائية، هناك آثار جانبية في استخدام الأندروجينات، والتي تشمل البيروت، حب الشباب، كثرة الحمر، البروتينات الدهنية عالية الكثافة، مخاطر القلب والأوعية الدموية، وتضخم بطانة الرحم هو احتمال لدى النساء دون استئصال الرحم. تشمل العلاجات البديلة كريمات الاستروجين الموضعية وهلام يمكن تطبيقها على منطقة الفرج أو المهبل لعلاج جفاف المهبل والضمور.

## أبحاث
في العصر الحديث، عادة ما يرجع تاريخ الدراسة الإكلينيكية الحقيقية للمشاكل الجنسية إلى ما لا يزيد عن عام 1970 عندما نشر الماجستير والنقص الجنسي البشري لجونسون. وكان ذلك نتيجة لأكثر من عقد من العمل في مؤسسة بحوث الأحياء التناسلية في سانت لويس، التي شملت 790 حالة. وقد نشأ العمل من الماسترز ورد جونسون السابق للجنس البشري (1966).
قبل الماسترز وجونسون النهج السريرية للمشاكل الجنسية كان إلى حد كبير مستمدا من تفكير فرويد. وقد عقد مع علم النفس واقتربت مع بعض التشاؤم فيما يتعلق بفرصة المساعدة أو التحسين. المشاكل الجنسية كانت مجرد أعراض من وعكة أعمق والنهج التشخيصي كان من النفسي. ولم يكن هناك تمييز يذكر بين الصعوبات في الوظائف والتباينات أو بين الانحرافات والمشاكل. وعلى الرغم من عمل المعالجين النفسيين مثل الصعاب الجنسية في بالينت انقسمت بشكل فظي إلى فتور أو عجز جنسي، وهي مصطلحات سرعان ما اكتسبت دلالات سلبية في الثقافة الشعبية.
وكان تحقيق عدم كفاية الجنس البشري هو نقل التفكير من علم النفس إلى التعلم، فقط إذا لم تستجيب مشكلة للعلاج التعليمي فإنه يمكن النظر في المشاكل النفسية. كما أن العلاج موجه إلى الأزواج، في حين أن الشركاء سيشاهدوا بصورة فردية قبل أن يكونوا شركاء. رأى أسياد وجونسون أنّ جنس كان عمل مشتركة. وهم يعتقدون أن الاتصال الجنسي هو القضية الرئيسية للمشاكل الجنسية وليس تفاصيل مشكلة فردية. كما اقترحوا العلاج المشترك، وهو زوج متمرن من المعالجين مع العملاء، بحجة أن معالجاً ذكراً وحيداً لا يستطيع فهم الصعوبات التي تواجهها الإناث بشكل كامل.
كان الأساسيّة أسياد وجونسون معالجة برنامج مكثفة اثنان أسابيع برنامج أن يطوّر اتّصال فعّالة جنسيّة. وقد بدأ البرنامج مع مناقشة أجراها اختصاصي المعالجة الذي يستند إلى أساس ثنائي، ثم ركّز على العلاجات بين الزوجين لتطوير تجارب مشتركة. من التجارب بعض الصعوبات المحددة يمكن تحديدها ومعالجة مع علاج محدد. وفي عدد محدود من الحالات التي لا يوجد فيها سوى الذكور (41) من طلاب الماجستير وجونسون قد استحدثا على استخدام بديل للإناث، وهو نهج سرعان ما تخلوا عنه بشأن المشاكل الأخلاقية والقانونية وغيرها من المشاكل التي يثيرها.
في تعريف مجموعة من المشاكل الجنسية، حدد ماسترز وجونسون الحدود بين الاختلال الوظيفي والانحرافات. كانت الاختلالات عابرة وشهدت من قبل غالبية الناس، وكانت الخلل يحد من العجز الجنسي الأولي أو الثانوي للذكور، سرعة القذف، عدم كفاءة القذف؛ الإناث ضعف النشوة الجنسية الأساسية وخلل وظيفي النشوة الجنسية؛ ألم أثناء الجماع (عسر الجماع) والتهاب المهبل. وفقًا لما قاله ماسترز وجونسون، فإن الإثارة الجنسية والذروة هي عملية فسيولوجية طبيعية لكل بالغ سليم وظيفيًا، ولكن على الرغم من كونه مستقلاً إلا أنه يمكن تثبيته. كان برنامج علاج الماجستير وجونسون لخلل وظيفي ناجحًا بنسبة 81.1٪.
على الرغم من عمل الماسترز وجونسون فإن الميدان في الولايات المتحدة سرعان ما اجتاحتهما أساليب متحمسة بدلا من منهجية، مما طمس المجال بين «التخصيب» والعلاج. ورغم أنه قيل إن أثر العمل كان إلى حد يستحيل معه تكرار هذه التجربة النظيفة.

## قراءة إضافية
- Kaplan, Helen Singer, The New Sex Therapy: Active Treatment Of Sexual Dysfunctions, New York, Brunner/Mazel, 1974. ISBN 0-87630-083-2